# Diethylether
Diethylether eller diætylæter er en æter, altså et organisk stof med formlen (C2H5)2O. Diethylether bliver traditionelt brugt som et opløsningsmiddel til f.eks. plasticfremstilling, da ætere sjældent reagerer med andre forbindelser. Samtidig er det et kendt bedøvelsesmiddel, som især er blevet brugt som narkose i det 20. og 19. århundrede. I dag er det dog blevet trængt tilbage som narkose af andre ætere, da det kan forsage kvalme og opkast.

## Fysiske egenskaber
Diethylether er som andre ætere meget brændbar. Diethylether er en farveløs væske, der har et kogepunkt ved 34.6 °C. Stoffet er flygtigt og har på den måde gjort det let at indånde som bedøvelsesmiddel. Diethylether er let at genkende pga. den karakteristiske lugt.